# Sidamulya (Astanajapura)
Sidamulya is een bestuurslaag in het regentschap Cirebon van de provincie West-Java, Indonesië. Sidamulya telt 5041 inwoners (volkstelling 2010).